# Чарвелл (район)
Чарвелл (англ. Cherwell) — неметропольний район (англ. non-metropolitan district) у графстві Оксфордшир (Англія). Адміністративний центр — місто Банбері. Названо за однойменною притокою Темзи, що протікає районом.

## Географія
Район розташований у північній частині графства Оксфордшир, межує з графствами Ворикшир, Нортгемптоншир та Бакінгемшир.

## Історія
Район утворено 1 квітня 1974 року в результаті об'єднання боро Банбері, міського округу (англ. Urban district) Бістер та сільських районів (англ. Rural District) Банбері та Плаулі.

## Склад
До складу району входить 2 міста:
- Банбері
- Бістер[en]